# باتیا
باتیا (به مجاری: Bátya) یک شهرداری در مجارستان است که در ناحیه کالوچا واقع شده‌است. باتیا ۳۳٫۸۶ کیلومتر مربع مساحت و ۲٬۲۳۹ نفر جمعیت دارد.